# Валоес, Диего
Диего Луис Валоес Руис (исп. Diego Luis Valoyes Ruíz; род. 22 сентября 1996, Картахена) — колумбийский футболист, вингер клуба «Тальерес» и сборной Колумбии.

## Клубная карьера
Валоес — воспитанник клубов «Реал Картахена» и «Ла Экидад». 5 сентября 2015 года в матче против «Депортиво Пасто» он дебютировал в Кубке Мустанга, в составе последнего. 15 августа 2016 года в поединке против «Депортиво Пасто» Диего забил свой первый гол за «Ла Экидад». Летом 2018 года Валоес был арендован аргентинским клубом «Тальерес». 28 октября в матче против «Сан-Мартин Тукуман» он дебютировал в аргентинской Примере. 3 февраля 2020 года в поединке против «Бока Хуниорс» Диего забил свой первый гол за «Тальерес». По окончании аренды клуб выкупил трансфер игрока. 6 мая 2021 года в матче Южноамериканского кубка против бразильского «Ред Булл Брагантино» он забил гол.

## Международная карьера
17 ноября 2021 года в отборочном матче чемпионата мира 2022 против сборной Парагвая Валоес дебютировал за сборную Колумбии. 